# Alopecosa xinjiangensis
Alopecosa xinjiangensis är en spindelart som beskrevs av Hu och Wu 1989. Alopecosa xinjiangensis ingår i släktet Alopecosa och familjen vargspindlar. Inga underarter finns listade i Catalogue of Life.